# Кислотно-основные реакции
Кисло́тно-осно́вные реа́кции — это химические реакции между кислотой и основанием. Сопровождаются передачей протона.
При типичной кислотно-основной реакции происходит передача одного или нескольких ионов водорода H+ между частицами вещества. Эти частицы вещества могут быть как электрически нейтральными (то есть молекулами: воды H2O, уксусной кислоты CH3CO2H и т. п.), так и заряженными (то есть ионами: аммонием NH4+, гидроксид-ионом OH-, карбонат-ионом СО32− и т. п.).
При этом в более общем случае в кислотно-основной реакции могут участвовать молекулы и ионы, имеющие кислотный характер, но не выделяющие ионов водорода (такие как хлорид алюминия AlCl3, ион серебра Ag+).

## Теоретические основы
Идея о делении веществ на кислоты и основания почти так же стара, как химия. Термины кислота, основание и соль встречаются ещё в трудах средневековых алхимиков.
Первая попытка подвести теорию под поведение кислот была предпринята в конце XVII века Антуаном-Лораном Лавуазье.
В настоящее время существуют несколько самостоятельных теорий, по которым химические вещества делят на кислоты и основания: теория Аррениуса,, теория Брёнстеда — Лоури, теория Льюиса (которую позже развил Пирсон) и теория Усановича.
Соответственно, кислотно-основные реакции тоже можно рассматривать с позиций разных теорий.
Так, согласно теории Аррениуса они являются реакциями нейтрализации. Наиболее же удобна для химиков протолитическая теория Брёнстеда — Лоури, согласно которой эти реакции представляют собой борьбу за протон.